# Surfe nos Jogos Olímpicos de Verão de 2020
As competições de surfe nos Jogos Olímpicos de Verão de 2020 foram realizadas entre 25 e 27 de julho e de 2021 na Praia de Tsurigasaki, em Chiba, Japão. Os Jogos Olímpicos estavam programados originalmente para ocorrer em 2020, porém foram adiados em um ano devido à pandemia da COVID-19.
Em 28 de setembro de 2015, o surfe foi indicado juntamente com o beisebol, caratê, escalada esportiva, skate e softbol como possíveis inclusões para o programa das Olimpíadas de 2020. Em 3 de agosto de 2016, o Comitê Olímpico Internacional votou para incluir os cinco esportes (beisebol e softbol contando como um) em 2020, marcando a primeira aparição do surfe como uma modalidade olímpica.

## Qualificação
As vagas para o surfe foram alocadas para os competidores nos seguintes eventos:
- World Surf League de 2019: os 10 homens e as 8 mulheres melhor ranqueados receberam as vagas.
- Jogos Mundiais da ISA de 2019: os melhores colocados de cada continente, à exceção das Américas, receberam uma vaga.
- Jogos Pan-Americanos de 2019: os vencedores dos eventos masculino e feminino receberam uma vaga.
- Jogos Mundiais da ISA de 2021: os 4 melhores homens e as 6 melhores mulheres receberam vagas. Se um CON qualificar mais do que o máximo de vagas, os Jogos Mundiais de Surfe de 2021 prevaleceram sobre as vagas conquistadas em 2019 e seriam redistribuídas para os surfistas melhores colocados.
- País-sede: o Japão teve direito a uma vaga para os eventos masculino e feminino. Se ao menos um surfista japonês conseguisse a qualificação em outros eventos, a vaga deveria ser realocada para o melhor surfista elegível nos Jogos Mundiais da ISA de 2021.

Um máximo de 2 homens e 2 mulheres por Comitê Olímpico Nacional (CON) poderia se classificar.

## Formato da competição

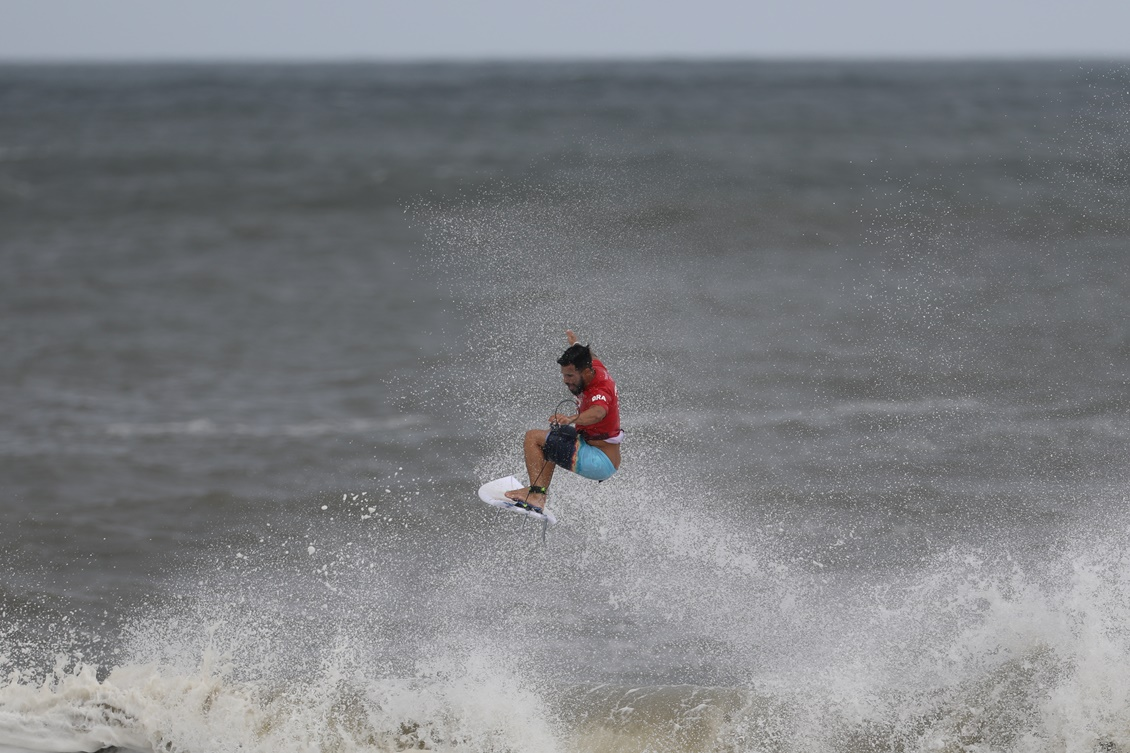
Ítalo Ferreira durante a execução de uma manobra em Chiba

Em 2018, a Associação Internacional de Surfe (ISA) anunciou que o surfe seria realizado no oceano, e não em uma piscina artificial como chegou a ser inicialmente cogitado. O local de disputa anunciado foi a praia de Tsurigasaki, em Chiba, localizada a cerca de 40 milhas (64 km) de Tóquio. Para esta edição, apenas a categoria shortboard foi incluída, sendo que outras categorias como longboard, bodyboard e SUP podendo ser incluídas futuramente.
Para os Jogos de Tóquio, tanto a competição masculina como a feminina se iniciaram por baterias de quatro atletas. Os dois melhores de cada bateria seguem para a próxima fase. Cada bateria dura de 20 a 25 minutos, com as duas melhores pontuações de cada surfista sendo consideradas.
Apenas um surfista pode pegar uma onda por vez, usando uma regra de etiqueta comum no surfe onde o surfista que está mais próximo da crista da onda tem o direito de passagem. Qualquer interferência com o surfista que tem a prioridade pode incorrer em penalidade e resultar em dedução de pontos.
Um painel de juízes determina o desempenho de cada surfista onda a onda, pontuando de um a dez com duas casas decimais (8,51, por exemplo). As pontuações são baseadas na dificuldade das manobras realizadas. Isso inclui velocidade, potência e fluxo de cada manobra.

## Calendário
Para garantir a qualidade do evento, a competição inicialmente contaria com um período de espera de 16 dias na janela dos Jogos Olímpicos, sendo que uma vez iniciado deveria levar dois dias para ser concluído. Posteriormente ficou definida uma janela de quatro dias, entre 25 de julho e 1 de agosto de 2021, sujeita à condição das ondas.
| E | Eliminatórias | QF | Quartas de final | SF | Semifinais | F | Finais |

| DataEvento | 25 jul | 25 jul | 26 jul | 27 jul | 27 jul | 27 jul |
| ---------- | ------ | ------ | ------ | ------ | ------ | ------ |
| Masculino  | E1     | E2     | E3     | QF     | SF     | F      |
| Feminino   | E1     | E2     | E3     | QF     | SF     | F      |

## Nações participantes
Ao todo, 18 CONs tiveram atletas qualificados em ao menos um dos eventos. Entre parênteses encontra-se representada a quantidade de atletas.
- RSA África do Sul (1)
- GER Alemanha (1)
- ARG Argentina (1)
- AUS Austrália (4)
- BRA Brasil (4)
- CHI Chile (1)
- CRC Costa Rica (2)
- ECU Equador (1)
- USA Estados Unidos (4)
- FRA França (4)
- INA Indonésia (1)
- ISR Israel (1)
- ITA Itália (1)
- JPN Japão (4)
- MAR Marrocos (1)
- NZL Nova Zelândia (2)
- PER Peru (4)
- POR Portugal (3)

## Medalhistas
| Evento             | Ouro                             | Prata                              | Bronze                    |
| ------------------ | -------------------------------- | ---------------------------------- | ------------------------- |
| Masculino detalhes | Ítalo Ferreira BRA Brasil        | Kanoa Igarashi JPN Japão           | Owen Wright AUS Austrália |
| Feminino detalhes  | Carissa Moore USA Estados Unidos | Bianca Buitendag RSA África do Sul | Amuro Tsuzuki JPN Japão   |

## Quadro de medalhas
País sede destacado
| Ordem | País               | Medalha de ouro | Medalha de prata | Medalha de bronze |   | Ordem por total |
| ----- | ------------------ | --------------- | ---------------- | ----------------- | - | --------------- |
| 1     | BRA Brasil         | 1               |                  |                   | 1 | 2               |
|       | USA Estados Unidos | 1               |                  |                   | 1 | 2               |
| 3     | JPN Japão          |                 | 1                | 1                 | 2 | 1               |
| 4     | RSA África do Sul  |                 | 1                |                   | 1 | 2               |
| 5     | AUS Austrália      |                 |                  | 1                 | 1 | 2               |
| TOTAL | TOTAL              | 2               | 2                | 2                 | 6 | —               |